# H2N3

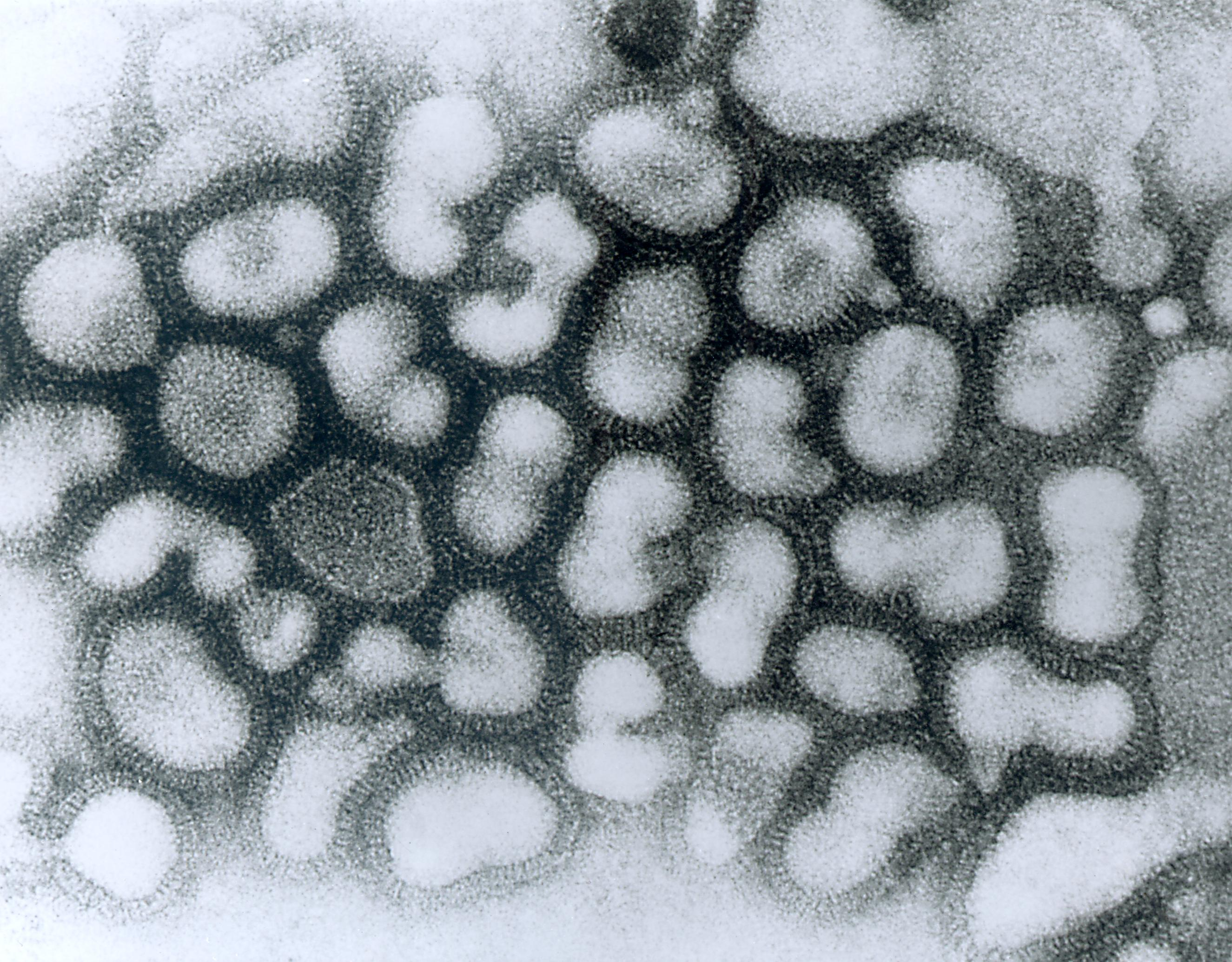

인플루엔자 A형 바이러스 아형 H2N3(A/H2N3)는 인플루엔자바이러스 A형의 아형이다. H2N3 바이러스는 조류와 포유류를 감염시킬 수 있다.

## 개요
미국 국립보건원이 발간한 연구에 따르면 2006년 미국에서 병든 돼지에서 격리된 3중 재위생제 H2N3 바이러스는 사전 적응 없이 특정 포유류에게 병원성이며 돼지와 족제비 사이에서 전염된다. 적응 아형은 조류 바이러스로부터 파생된 H2 헤마글루티닌에서 포유류, 특히 인간에 대한 감염의 중요한 전제 조건인 포유류 수용체에 결속하는 능력을 포함하고 있어 공중 보건에 큰 우려를 낳고 있다. 연구원들은 인간 인플루엔자 감염의 대용 모델인 Cynomolgus macaques에서 돼지 H2N3의 병원성 가능성을 조사했다. 인간 H2N2 바이러스는 계절성 인플루엔자바이러스 A형과 비슷한 가벼운 폐렴을 주로 일으켰고 대조적으로 돼지 H2N3 바이러스는 비인간 영장류에서 심각한 폐렴을 유발하는 병원성이 더 강했다. 두 바이러스는 모두 호흡기 전체에서 복제되었지만 돼지 H2N3만이 감염 후 6일째에 폐 조직에서 격리될 수 있었다. 돼지 H2N3에 감염된 마카크들은 감염 후 14일째에 만성 폐렴을 나타내는 병리학적 변화를 보이는 반면, 모든 동물들은 완치했다. 또한 돼지 H2N3 바이러스는 동물 대 동물 전염의 가능성을 나타내는 비강과 구강 면봉에서 현저하게 높은 타이터로 검출되었다. 이전에 발표된 인터루킨 6 수준 증가가 심각한 인플루엔자 감염의 잠재적 지표라는 개념을 뒷받침하는 인간 H2N2 감염 동물에 비해, 인조 H2N3에서 인터루킨 6, 인터루킨 8, 단세포 화학 단백질 1 및 인터페론 감마의 혈장 수준이 상당히 증가했다. 연구원들은 돼지 H2N3 바이러스는 면역력이 없거나 부분적으로 면역력이 없는 개체군에서 더 큰 발병을 일으킬 수 있는 가능성을 가진 인간들에게 위협이 된다고 결론지었다. 게다가, 사육된 돼지 개체군에서의 감시 노력은 전염병과 유행성 인플루엔자 대비의 필수적인 부분이 될 필요가 있다.

## 같이 보기
- 조류 인플루엔자
- 개 인플루엔자
- 말 인플루엔자
- 인플루엔자
- 돼지 인플루엔자